# فرانز هامل
فرانز هامل (بالألمانية: Franz Hummel)‏ هو عازف بيانو وملحن ألماني، ولد في 2 يناير 1939 في التمانستين ‏ في ألمانيا.

## وصلات خارجية
- فرانز هامل على موقع IMDb (الإنجليزية)
- فرانز هامل على موقع مونزينجر (الألمانية)
- فرانز هامل على موقع ألو سيني (الفرنسية)
- فرانز هامل على موقع ميوزك برينز (الإنجليزية)
- فرانز هامل على موقع ديسكوغز (الإنجليزية)
- فرانز هامل على موقع كينوبويسك (الروسية)